# Gastón Rodríguez Olivera
Matías Gastón Rodríguez Olivera (n. Montevideo, Uruguay, 12 de febrero de 1994) es un futbolista uruguayo. Juega de Portero y su club actual es Rangers de la Primera B de Chile.

## Clubes
| Club              | País          | Año           | Part. | GR   |
| ----------------- | ------------- | ------------- | ----- | ---- |
| Defensor S. C.    | Uruguay       | 2012-2019     | 29    | -44  |
| Deportes Valdivia | Chile         | 2020-2021     | 16    | -21  |
| Magallanes        | Chile         | 2021-2023     | 53    | -45  |
| Rangers           | Chile         | 2024-Act.     |       |      |
| Total carrera     | Total carrera | Total carrera | 98    | -110 |

## Palmarés

### Títulos nacionales
| Título             | Club              | País    | Año    |
| ------------------ | ----------------- | ------- | ------ |
| Primera División   | Defensor Sporting | Uruguay | 2012-C |
| Primera División   | Defensor Sporting | Uruguay | 2013-C |
| Primera División   | Defensor Sporting | Uruguay | 2017-A |
| Primera B          | Magallanes        | Chile   | 2022   |
| Copa Chile         | Magallanes        | Chile   | 2022   |
| Supercopa de Chile | Magallanes        | Chile   | 2023   |